# Олав Бейден-Поуелл
Олав Бейден-Поуелл (дівоче ім'я — Олав Сен-Клер Соумес) — дружина Роберта Бейден-Поуелла, засновника скаутського руху, та одна з засновниць скаутського руху серед дівчат — герл-гайдингу.

## Біографія
1912 року Олав Сен-Клер Соумес на борту пароплава «Arcadian», який йшов на Ямайку, познайомилася і пізніше таємно заручилася з Робертом Баден-Поуеллом. Після червневого офіційного повідомлення в «Сфері» вони одружилися в жовтні того ж року.
Олав повністю втягнулася в скаутські справи свого чоловіка. До того, як її призначили Комісаром герцогства Сасекс, а потім і Головним Комісаром, вона була лідеркою Евхерстського скаутського загону. В 1918 році Олав було проголошено Головним Гайдом і нагороджено «Срібною Рибою» — найвищою гайдівською нагородою. Більшість «Срібних Риб» — срібні, тому факт, що «Риба» Олав була золотою, доводить, як високо її цінували і любили.
В 1930-х роках Лорд і Леді Баден-Поуелл здійснили міжнародну мандрівку з метою сприяння світовому гайдівсько-скаутському рухові. В 1933 р. вони поїхали у перший Круїз Дружби на пароплаві «Calgaric», відвідавши гайдів і скаутів балтійських країн.
В 1941 р. Головний Скаут Світу Роберт Баден Поуелл помер у Кенії у 83-річному віці. Олав Баден-Пауел та дівчата-гайди заснували Меморіальний Фонд на честь Роберта Баден-Пауела.
1977 рік був сумний рік для брауні й гайдів, тому що Леді Олав Баден-Поуелл померла в 88-річному віці. Була проведена вдячна церковна служба за її життя у Вестмінстерському абатстві у Лондоні, а її попіл було розвіяно над могилою чоловіка в Кенії. Після смерті Олав було засновано Меморіальний Фонд. Ці гроші використовуються для того, щоб допомагати гайдам, рейнджерам і молодим лідерам у вивченні предмету, яким вони цікавляться. ВАДГДС також встановила спеціальну премію на честь Головного Гайда, яку назвали Премією Олав. Щороку її присуджують загону рейнджерів, гайдів або брауні в усьому світі за видатні заслуги перед суспільством протягом тривалого часу.
Сьогодні у світі понад 8 мільйонів дівчат входять до сім'ї Гайдів. Міжнародна та Імперська Ради в 1928 р. перетворилися на Всесвітню Асоціацію Дівчат Гайдів і Дівчат Скаутів, до якої спочатку входило 26 країн — сьогодні їх 145.

### Останнє звернення леді Олав Баден-Поуелл
|  | Дорогі гайди, скаути, брауні, а також всі їхні лідери та друзі! Я вже залишу цей світ, коли ви отримаєте мій лист, в якому я хотіла б висловити всю свою вдячність за доброту та любов, за радість, яку я відчула у своєму житті, під час спілкування з вами та моїм зв'язком з рухом, створеним багато років тому моїм коханим чоловіком для розвитку хлопчиків та дівчаток у всіх країнах світу. Все своє життя я вірила у Всемогутнього Бога та в Життя. І тепер, прийшовши до світу іншого, я поєднаюсь зі своїм чоловіком, ми разом будемо спостерігати за вами, внесеними до списків Всесвітньої родини, і будемо турбуватися далі про ваш прогрес та добробут. Я вірю, що ви повною мірою продовжуватимете використовувати систему та методи руху, зберігати дружбу й веселість, набуті на наших зустрічах і таборах. Я вірю, що ви залишитесь вірними Клятві та Законам Скаутів, котрі поклялись наслідувати, вступаючи до лав нашої організації. І тоді ви будете не лише розвивати своє тіло, розум і дух, але й впливати на оточуючих своїми шляхетними, чесними і мудрими діями, а також являючи доброту у вчинках та думках, борючись проти вад та допомагаючи робити наш світ добрішим та щасливішим. Я вірю, що ви досягнете успіхів у всіх ваших справах, і нехай допоможе вам Господь Бог. Олав Баден-Поуелл |